# 14014 Münchhausen
För andra betydelser, se Münchhausen (olika betydelser).
14014 Münchhausen eller 1994 AL16 är en asteroid i huvudbältet som upptäcktes den 14 januari 1994 av den tyska astronomen Freimut Börngen vid Tautenburg-observatoriet. Den är uppkallad efter Baron von Münchhausen.
Asteroiden har en diameter på ungefär 4 kilometer och den tillhör asteroidgruppen Eos.